# Lista de episódios de Smash

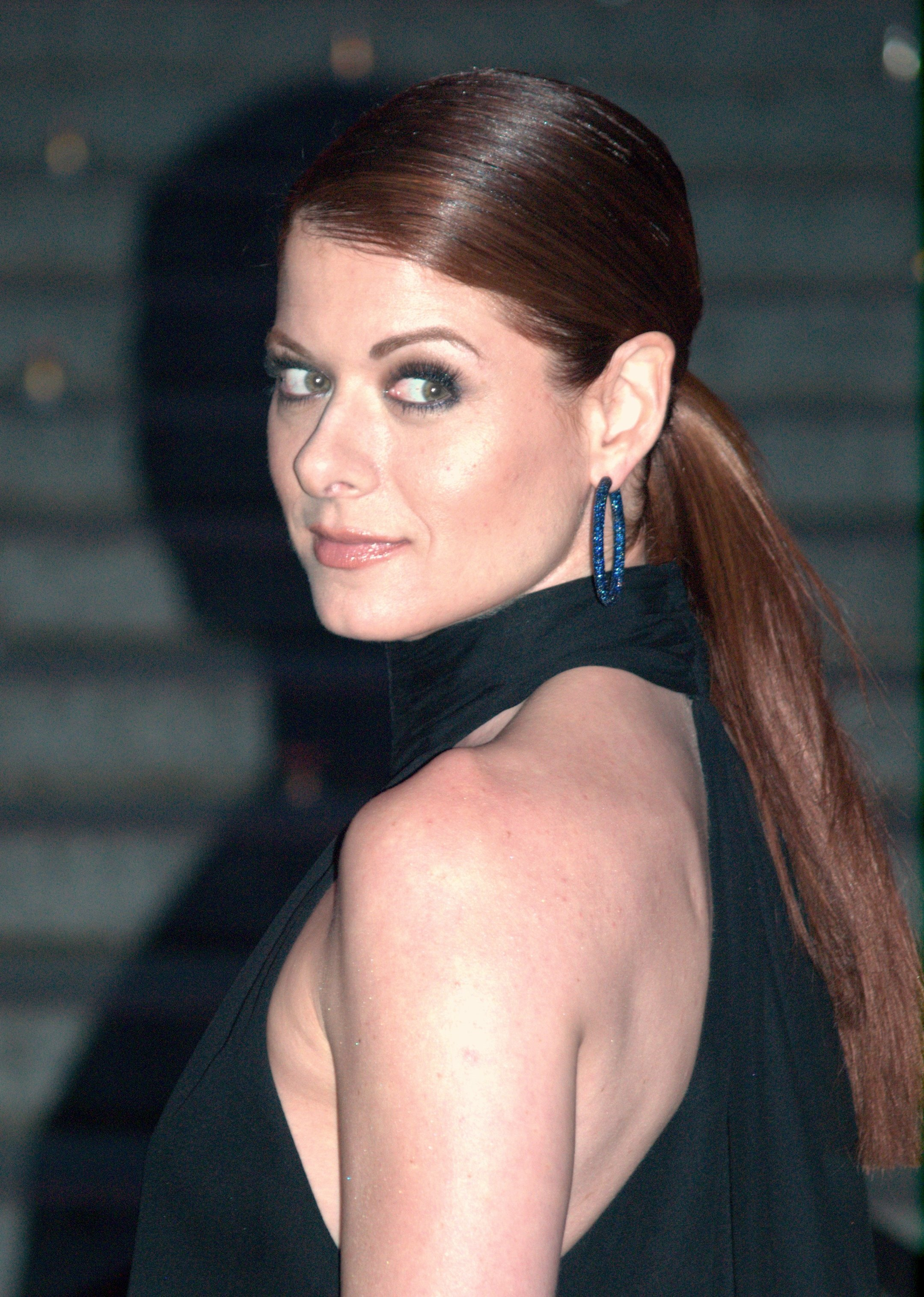
A actriz Debra Messing interpretava Julia Houston, a personagem principal de Smash.

A seguir apresenta-se a lista dos episódios de Smash, uma série de televisão norte-americana exibida pela rede de televisão National Broadcasting Company (NBC) criada por Theresa Rebeck e co-produzida por Steven Spielberg. A sua estreia nos Estados Unidos foi a 6 de Fevereiro de 2012, sendo que o episódio foi assistido por 11,44 milhões de telespectadores norte-americanos. A série gira em torno da criação de um novo musical para a Broadway baseado na vida da falecida actriz Marilyn Monroe, que inicialmente é intitulado Marilyn e, mais tarde, recebe o título de Bombshell. O elenco é composto por Debra Messing, Jack Davenport, Katharine McPhee, Christian Borle, Megan Hilty, Raza Jaffrey, Brian d'Arcy James, Jaime Cepero, e Anjelica Huston.
A sua primeira temporada teve término a 14 de Maio de 2012, após exibidos quinze episódios originais. Contudo, antes mesmo do fim da sua emissão, após a transmissão do episódio "The Workshop", Smash foi renovada para uma segunda temporada de quinze episódios que foi exibida na temporada televisiva norte-americana de 2012-13. O motivo da renovação foram os bons índices de audiência que a série havia registando e a aclamação crítica que vinha recebendo. A segunda temporada estreou a 5 de Fevereiro de 2013, e devido a bons índices de audiência, foram aumentados dois episódios à mesma.
Até 26 de Maio de 2013, foram transmitidos trinta e dois episódios originais de Smash pela NBC. Foi anunciado em Maio de 2013 que a série havia sido cancelada pela emissora.

## Episódios
| Temporada | Temporada | Episódios | Audiência (em milhões)              | Lançamento do DVD    | Lançamento do DVD     | Lançamento do DVD      |
| Temporada | Temporada | Episódios | Audiência (em milhões)              | Região 1             | Região 2              | Região 4               |
| --------- | --------- | --------- | ----------------------------------- | -------------------- | --------------------- | ---------------------- |
|           | 1         | 15        | 6 de Fevereiro — 14 de Maio de 2012 | 8 de Janeiro de 2013 | 29 de Outubro de 2012 | 28 de Novembro de 2012 |
|           | 2         | 17        | 5 de Fevereiro — 26 de Maio de 2013 | 6 de Agosto de 2013  |                       |                        |

### 1.ª temporada (2012)
A primeira temporada estreou nos EUA a 6 de Fevereiro de 2012 e terminou a 14 de Maio de 2012 ao fim de quinze episódios. A produção de um musical sobre a vida de Marilyn Monroe é idealizado por Julia Houston (interpretada por Debra Messing) e Tom Levitt (Christian Borle). Após ser proposto e aceite por Eileen Rand (Anjelica Huston), iniciam-se as audições para o papel principal. Ivy Lynn (Megan Hilty) é a escolhida, mas, depois de vários problemas em seu desempenho e entre ela e o seu director do musical, Derek Wills (Jack Davenport), Ivy é substituída por Karen Cartwright (Katharine McPhee), começando assim a guerra entre as duas.
A temporada foi assistida por uma média de 8,94 milhões de domicílios e posicionou-se no número quarenta entre as outras séries que foram exibidas na temporada televisiva norte-americana de 2011-2012. O episódio piloto foi visto por 11,44 milhões de telespectadores, e o último episódio por 5,96 milhões de telespectadores. A menor audiência registada foi marcada por "Tech", que foi assistida por 5,34 milhões de domicílios.
Dentre as participações especiais estão inclusos Nick Jonas, Bernadette Peters, Uma Thurman, e Sean Hayes.
| N.º (série) | N.º (temp.) | Título               | Realizador(a)         | Argumentista(s)                   | Transmissão original    | Código de produção | Audiência (em milhões) |
| ----------- | ----------- | -------------------- | --------------------- | --------------------------------- | ----------------------- | ------------------ | ---------------------- |
| 1           | 1           | "Pilot"              | Michael Mayer         | Theresa Rebeck                    | 6 de Fevereiro de 2012  | 101                | 11,44                  |
| 2           | 2           | "The Callback"       | Michael Mayer         | Theresa Rebeck                    | 13 de Fevereiro de 2012 | 102                | 8,06                   |
| 3           | 3           | "Enter Mr. DiMaggio" | Michael Mayer         | Theresa Rebeck                    | 20 de Fevereiro de 2012 | 103                | 6,47                   |
| 4           | 4           | "The Cost of Art"    | Michael Morris        | David Marshall Grant              | 27 de Fevereiro de 2012 | 104                | 6,64                   |
| 5           | 5           | "Let's Be Bad"       | Jamie Babbit          | Julie Rottenberg & Elisa Zuritsky | 5 de Março de 2012      | 105                | 7,76                   |
| 6           | 6           | "Chemistry"          | Dan Attias            | Jacquelyn Reingold                | 12 de Março de 2012     | 106                | 7,04                   |
| 7           | 7           | "The Workshop"       | Mimi Leder            | Jason Grote                       | 19 de Março de 2012     | 107                | 6,56                   |
| 8           | 8           | "The Coup"           | Paris Barclay         | Theresa Rebeck                    | 26 de Março de 2012     | 108                | 6,14                   |
| 9           | 9           | "Hell on Earth"      | Paul McGuigan         | Scott Burkhardt                   | 2 de Abril de 2012      | 109                | 6,03                   |
| 10          | 10          | "Understudy"         | Adam Bernstein        | Jerome Hairston                   | 9 de Abril de 2012      | 110                | 5,99                   |
| 11          | 11          | "The Movie Star"     | Tricia Brock          | Julie Rottenberg & Elisa Zuritsky | 16 de Abril de 2012     | 111                | 5,95                   |
| 12          | 12          | "Publicity"          | Michael Mayer         | Theresa Rebeck                    | 23 de Abril de 2012     | 112                | 6,01                   |
| 13          | 13          | "Tech"               | Roxann Dawson         | Jason Grote & Lakshmi Sundaram    | 30 de Abril de 2012     | 113                | 5,34                   |
| 14          | 14          | "Previews"           | Robert Duncan McNeill | David Marshall Grant              | 7 de Maio de 2012       | 114                | 5,72                   |
| 15          | 15          | "Bombshell"          | Michael Morris        | Theresa Rebeck                    | 14 de Maio de 2012      | 115                | 5,96                   |

### 2.ª temporada (2013)
A 22 de Março de 2012, a NBC anunciou que estava a renovar Smash para uma segunda temporada composta por quinze episódios. Contudo, após a série registar bons índices de audiência, este número foi alargado para dezassete.
Josh Safran, da série de televisão Gossip Girl, substituiu a criadora Theresa Rebeck no papel de produtor, uma vez que Rebeck abandonou a série para focar-se em outros projectos. Três novas personagens foram adicionadas ao elenco do seriado, incluindo Courtney, um membro do elenco do musical afro-americana, Danny, um homem de classe trabalhador, e Joe, um homem homossexual do Brooklyn. Mais tarde foi revelado que Jeremy Jordan havia sido seleccionado para interpretar Danny. A 22 de Junho de 2012, foi anunciado que a actriz Jennifer Hudson iria participar de vários episódios de Smash a interpretar Veronica Moore, uma actriz vencedora de um Tony Award que causa um impacto nas vidas de Karen e Ivy.
Esta foi a primeira temporada em que os actores Jaime Cepero (Ellis), Raza Jaffrey (Dev), Brian d'Arcy James (Frank) e Will Chase, intérpretes dos personagens Ellis, Dev, Frank e Michael, respectivamente, não apareceram na série, uma vez que os seus papéis foram excluídos da mesma.
| N.º (série) | N.º (temp.) | Título                   | Realizador(a)  | Argumentista(s)                   | Transmissão original    | Código de produção | Audiência (em milhões) |
| ----------- | ----------- | ------------------------ | -------------- | --------------------------------- | ----------------------- | ------------------ | ---------------------- |
| 16          | 1           | "On Broadway"            | Michael Morris | Joshua Safran                     | 5 de Fevereiro de 2013  | 201                | 4,48                   |
| 17          | 2           | "The Fallout"            | Craig Zisk     | Julie Rottenberg & Elisa Zuritsky | 5 de Fevereiro de 2013  | 202                | 4,45                   |
| 18          | 3           | "The Dramaturg"          | Larry Shaw     | Bryan Goluboff                    | 19 de Fevereiro de 2013 | 203                | 3,29                   |
| 19          | 4           | "The Song"               | Michael Morris | Bathsheba Doran                   | 16 de Fevereiro de 2013 | 204                | 3,04                   |
| 20          | 5           | "The Read-Through"       | David Petrarca | Liz Tuccillo                      | 5 de Março de 2013      | 205                | 2,68                   |
| 21          | 6           | "The Fringe"             | Dan Lerner     | Julia Brownell                    | 12 de Março de 2013     | 206                | 2,90                   |
| 22          | 7           | "Musical Chairs"         | Casey Nicholaw | Becky Mode                        | 19 de Março de 2013     | 207                | 2,66                   |
| 23          | 8           | "The Bells and Whistles" | Craig Zisk     | Noelle Valdivia                   | 26 de Março de 2013     | 208                | 3,05                   |
| 24          | 9           | "The Parents"            | Tricia Brock   | Jordon Nardino                    | 2 de Abril de 2013      | 209                | 2,98                   |
| 25          | 10          | "The Surprise Party"     | S.J. Clarkson  | Julie Rottenberg & Elisa Zuritsky | 6 de Abril de 2013      | 210                | 1,88                   |
| 26          | 11          | "The Dress Rehearsal"    | Mimi Leder     | Julia Brownell                    | 13 de Abril de 2013     | 211                | 1,80                   |
| 27          | 12          | "Opening Night"          | Michael Morris | Bathsheba Doran & Noelle Valdivia | 20 de Abril de 2013     | 212                | 1,91                   |
| 28          | 13          | "The Producers"          | Tricia Brock   | Becky Mode                        | 27 de Abril de 2013     | 213                | 1,89                   |
| 29          | 14          | "The Phenomenon"         | Roxann Dawson  | Jordon Nardino & Joshua Safran    | 4 de Maio de 2013       | 214                | 2,28                   |
| 30          | 15          | "The Transfer"           | Holly Dale     | Justin Brenneman & Julia Brownell | 11 de Maio de 2013      | 215                | 2,01                   |
| 31          | 16          | "The Nominations"        | Michael Morris | Bryan Goluboff                    | 26 de Maio de 2013      | 216                | 2,44                   |
| 32          | 17          | "The Tonys"              | Michael Morris | Joshua Safran                     | 26 de Maio de 2013      | 217                | 2,44                   |